# Arroyo Chamangá
El arroyo de Chamangá es un curso de agua uruguayo que atraviesa el departamento de Flores perteneciente a la cuenca hidrográfica del Río de la Plata.
Nace en la cuchilla Grande Inferior y desemboca en el arroyo Maciel tras recorrer alrededor de 27 km. Muy débil en sus comienzos, pero bastante fuerte ya en su curso medio, y más aún su barra con el Maciel. Nace en el vértice del ángulo que forma la cuchilla de Villasboas al desprenderse de la Grande Inferior en su trayecto por el departamento. 

## Origen del nombre
En todos los grandes mapas figura, o sin nombre, o como "afluente principal" pero en la comarca que riega es conocido con el de Chamangá, corrupción de Tía Mangá, china vieja, semi-bruja, semi-curandera, que a mediados del siglo XIX tenía su residencia en las cercanías de este arroyo, embaucando a los ignorantes mediante sus sortilegios y curaciones; las que, según la tradición, le producían suficiente para darse vida regalona y animar el pago con frecuentes bailes de candil, a los que asistía el paisanaje pobre y levantisco de esa comarca.

## Chamangá y Ferrizo: Relatos de un Pasado Vibrante
Chamangá, ahora un apacible paraje, guarda en su seno los ecos de un pueblo llamado Ferrizo que alguna vez bullicioso y activo. Hoy en día, su paisaje está marcado por la Escuela Rural Santa Elena n.º 20, un bastión de conocimiento en medio de la calma rural. También persiste un viejo almacén, que se niega a ceder ante el paso del tiempo y aún sirve a la comunidad con vitalidad.
En las cercanías, se encuentran dos o tres pequeñas poblaciones, cada una con su propia esencia y carácter. Una de ellas es Rincón de Chamangá, que alberga a la destacada organización humanitaria, Dreamsseller. Este rincón de Uruguay se ha convertido en el epicentro de una labor altruista que toca vidas y deja una huella duradera en la comunidad.
Este lugar es mucho más que colinas y campos. Chamangá y sus alrededores son testigos de historias que se entrelazan con la naturaleza y el compromiso de sus habitantes. Cada rincón cuenta una historia de lucha, de comunidad y de resiliencia frente a los embates del tiempo. En estos parajes, el pasado se fusiona con el presente para crear un legado que perdurará a través de las generaciones.

## Afluentes
Entre los numerosos vados que tiene el Chamangá citaremos el Paso de los Troncos, en el curso superior, el de las Piedras en el medio y el de Severino en el Inferior. Existen también varias picadas, como la de la Yeguada y otras que carecen de nombre. Los afluentes principales del Chamangá, por la izquierda son, el Duraznito y los Molles.